# 179-й навчальний центр військ зв'язку (Україна)
179-й об'єднаний навчально-тренувальний центр (179 ОНТЦ, в/ч А3990, пп В0213) — навчальний центр військ зв'язку в структурі Збройних сил України.

## Історія
179-й навчальний центр військ зв'язку розміщено на території розформованого в ході «реформ» армії Полтавського вищого військового командного училища зв'язку 

Територія центру на мапі Полтави

25 липня 1995 року Постановою Кабінету Міністрів України та наказом Міністра оборони України Полтавське вище військове командне училище зв'язку перетворено в Полтавський філіал Київського військового інституту управління та зв'язку (КВІУЗ). 
Постановою Кабінету Міністрів України № 816 від 14 травня 1999 року та наказом Міністра Оборони України № 240 від 12 серпня 1999 року Полтавський філіал КВВІУЗ реорганізовано, в Полтавський військовий інститут зв'язку.
У 2007 році Полтавський військовий інститут реформовано: Постановою Кабінету Міністрів України № 800 від 6 червня на базі ПВІЗ сформований факультет засобів військового зв'язку Військового інституту телекомунікацій та інформатизації Національного технічного університету України «Київський політехнічний інститут».
Розпорядженням Кабміну від 26 червня 2013 року було створено Військовий інститут телекомунікацій та інформатизації.

## Напрями підготовки
Навчальний центр готує фахівців контрактної служби за напрямками
- Військова діяльність, безпека
- Інформатика, обчислювальна техніка, IT-технології
- Радіотехніка, зв’язок, телекомунікації

## Командування
- полковник Міцюк Ігор Олександрович (2014—по т.ч.)